# Чёрные летяги
Чёрные летяги (Aeromys) — род летяг, распространенный в Юго-Восточной Азии. Известны два вида.

## Описание
Длина тела чёрных летяг 25,5-42,6 см, хвоста 28-52,7 см; вес составляет 1128—1250 г у A. tephromelas и 1380—1490 г у A. thomasi. Окраска спины и боков варьирует от тёмно-коричневой до чёрной, а брюшко серовато-коричневого цвета. По крайней мере, у одной формы есть красноватое пятно, которое четко выделяется на темной шерсти. Хвост длинный, тонкий и цилиндрический, обычно того же цвета, что и спина. Щеки лишены вибрисс, уши среднего размера, а летательная перепонка, помимо того, что соединяется с ступнями, продолжается до тех пор, пока не достигает предплечий, шеи, задних ног и хвоста.

## Распространение и среда обитания
Оба вида живут в тропических лесах, но в то время как более распространенная A. tephromelas обитает на Малайском полуострове, Суматре и Борнео, A. thomasi живет только на Борнео.

## Экология
Эти белки-летяги населяют первичные леса или поляны с несколькими большими деревьями. Ведут они преимущественно ночной образ жизни, а днем спят, свернувшись калачиком, в дуплах деревьев, расположенных на большой высоте, откуда выходят только в сумерках. Ночью они перемещаются в кронах деревьев в поисках фруктов, орехов, листьев и, возможно, насекомых. Особенности размножения неизвестны, но одна самка A. tephromelas была замечена вместе с одним детенышем.

## Таксономия
Род включает следующие виды:
- Чёрная летяга (Aeromys tephromelas)[1] (Günther, 1873), Малайский полуостров, Суматра и Борнео. Описаны два подвида A. t. tephromelas из Малайзии и A. t. phaeomelas
- Калимантанская летяга (Aeromys thomasi)[1] (Hose, 1900), Борнео.

## Охрана
Оба вида, составляющие этот род, довольно плохо изучены, и МСОП относит их обоих к видам с неопределенным статусом.